# Nicolás Aymerich
Nicolás Aymerich (en catalán: Nicolau Eimeric; Gerona, fl. 1320 – Gerona, 4 de enero de 1399) fue un teólogo católico e inquisidor general de la Inquisición de la corona de Aragón durante la segunda mitad del siglo XIV. Es conocido principalmente por ser el autor del Directorium inquisitorum.

## Vida

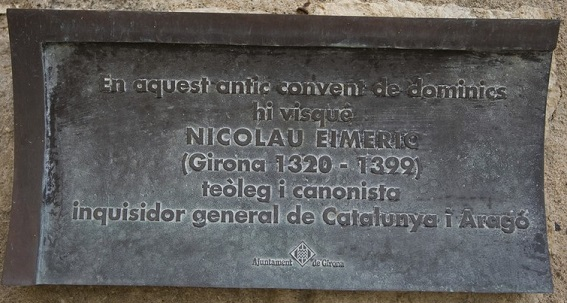
Placa de Nicolau Eimeric en el convento de

### Educación e inicios como Inquisidor General
Nicolás Aymerich nació en Gerona hacia 1320. Entró en el monasterio dominico local el 4 de agosto de 1334. Allí, durante el noviciado, fue instruido en teología por el fraile Dalamau Moner. Para completar sus estudios, se traslada a Toulouse y luego a París, donde obtiene su doctorado en 1352. Luego volvió a Gerona, donde sustituyó a Dalamau Moner como profesor de teología.
En 1357, Aymerich reemplazó a Nicolás Rosell como inquisidor general de Aragón, ya que Rosell había sido nombrado cardenal. Un año después de obtener el puesto, Aymerich obtuvo el título honorífico de capellán de Su Santidad como reconocimiento por su diligencia persiguiendo herejes y blasfemos. Sin embargo, el celo mostrado como inquisidor general le granjeó muchos enemigos, incluyendo el rey Pedro IV de Aragón, por perseguir a los lulistas. Pedro IV intentó que se retirara a Aymerich del puesto en 1360, cuando la Inquisición interrogó al espiritualista franciscano Nicolás de Calabria. Otro ejemplo de Aymerich como inquisidor es su sentencia al hebreo Astruc Dapiera (De Piera, 'de Petra', como 'de Goya' es 'de Gregoria') en 1370. Dapiera era nativo de Barcelona y fue acusado de brujería. Fue sentenciado a arrepentimiento público en la catedral y luego a prisión perpetua, aunque Ricardo García Cárcel y Francisco Tomás y Valiente señalan que las condenas inquisitoriales 'a perpetua' se mitigaban muchas veces a los pocos años, y los reos podían llevar una vida casi normal. Aymerich también ordenó atravesar la lengua de los blasfemos con un clavo (Piercing) para que no blasfemaran más. Fue el primer inquisidor en saltarse la prohibición eclesiástica de torturar a un individuo dos veces, interpretando que se permitía sesiones distintas de tortura para cargos separados de herejía. Sobre la tortura escribió: «Questiones sunt fallaces et inefficaces», «Los interrogatorios son engañosos e inconcluyentes».
En 1362, Aymerich fue elegido vicario general de la Orden de Predicadores en Aragón, pero su elección fue contestada por el sacerdote Bernardo Ermengaudi, que, además de tener una larga disputa con Aymerich, estaba respaldado políticamente por Pedro IV. Cuando se acudió al papa Urbano V para solucionar el tema, este invalidó la elección de Aymerich sobre la base de que el puesto de vicario general estaba en conflicto con el puesto de inquisidor general. Sin embargo, no confirmó a Ermengaudi como vicario general, optando por un tercero neutral, Jacopo Dominici.
La enemistad de Pedro IV hacia Aymerich se intensificó en 1366, cuando Aymerich comenzó a atacar póstumamente las obras de Ramon Llull y a acosar a sus seguidores, conocidos como lulistas. El rey prohibió a Aymerich predicar en la ciudad de Barcelona. Aymerich desobedeció de forma escondida y seguidamente apoyó la revuelta de la diócesis de Tarragona contra el monarca. El conflicto terminó cuando en 1376 el gobernador local tomó a 200 caballeros y rodeó el monasterio dominico en el que residía Aymerich. Aymerich huyó a la corte papal de Gregorio XI en Aviñón.

### Primer exilio y retorno
Durante su estancia en Aviñón, Aymerich completó su obra más famosa, el Directorium inquisitorum, básicamente una recopilación de obra previa, con pocas aportaciones suyas. En 1377 acompañó a Gregorio XI a Roma, donde permaneció hasta la muerte del papa en 1378. En el Cisma de Occidente que surgió tras la muerte de Gregorio XI, Aymerich estuvo del lado del antipapa Clemente VII y volvió a Aviñón en 1378. Allí entró en conflicto con Vicente Ferrer, porque creía que Ferrer había empezado a simpatizar con el papa Urbano VI, el opositor de Clemente VII.
Aymerich volvió a la Corona de Aragón en 1381 descubriendo que, en su ausencia, Bernardo Ermengaudi había asumido las funciones de Inquisidor General. Aymerich se negó a reconocer a Ermengaudi y en 1383, actuando como Inquisidor General, notificó a los habitantes de Barcelona que había prohibido las obras de Ramon Llull. Furioso, Pedro IV ordenó que Aymerich fuera ahogado, pero la intercesión de la reina, Sibila de Fortiá, consiguió que se cambiara la sentencia a exilio permanente. De nuevo, Aymerich ignoró la sentencia y permaneció en Aragón, en gran parte gracias al apoyo del hijo de Pedro, Juan I de Aragón.
Pedro IV murió en 1387 y fue sucedido por su hijo, Juan I, que reconoció la autoridad de Aymerich como Inquisidor General. Al principio, Juan I favoreció la represión de los lulistas, pero solo hasta 1388, cuando Aymerich decidió investigar a toda la ciudad de Valencia por herejía. Juan I intervino para liberar al secretario de la ciudad, que había sido encarcelado. El rey pidió a la Iglesia que controlase la violencia de Aymerich y que las obras de Llull fuesen examinadas de nuevo.

### Segundo exilio y retorno
Después de la violencia en Valencia, Aymerich buscó refugio de las represalias de Juan en una iglesia, pero dos años más tarde, se retiró a Aviñón, donde permaneció hasta la muerte de Juan I. En Aviñón Aymerich se dedicó a la defensa de la legitimidad de Clemente VII como papa. Permaneció en Aviñón tras la muerte de Clemente en 1394, apoyando por escrito al sucesor, el antipapa Benedicto XIII. Tras la muerte de Juan I en 1396, Aymerich retornó al monasterio dominico en Gerona, donde permaneció hasta su muerte el 4 de enero de 1399. Su epitafio lo describe como praedicator veridicus, inquisitor intrepidus, doctus egregius.

## Obra

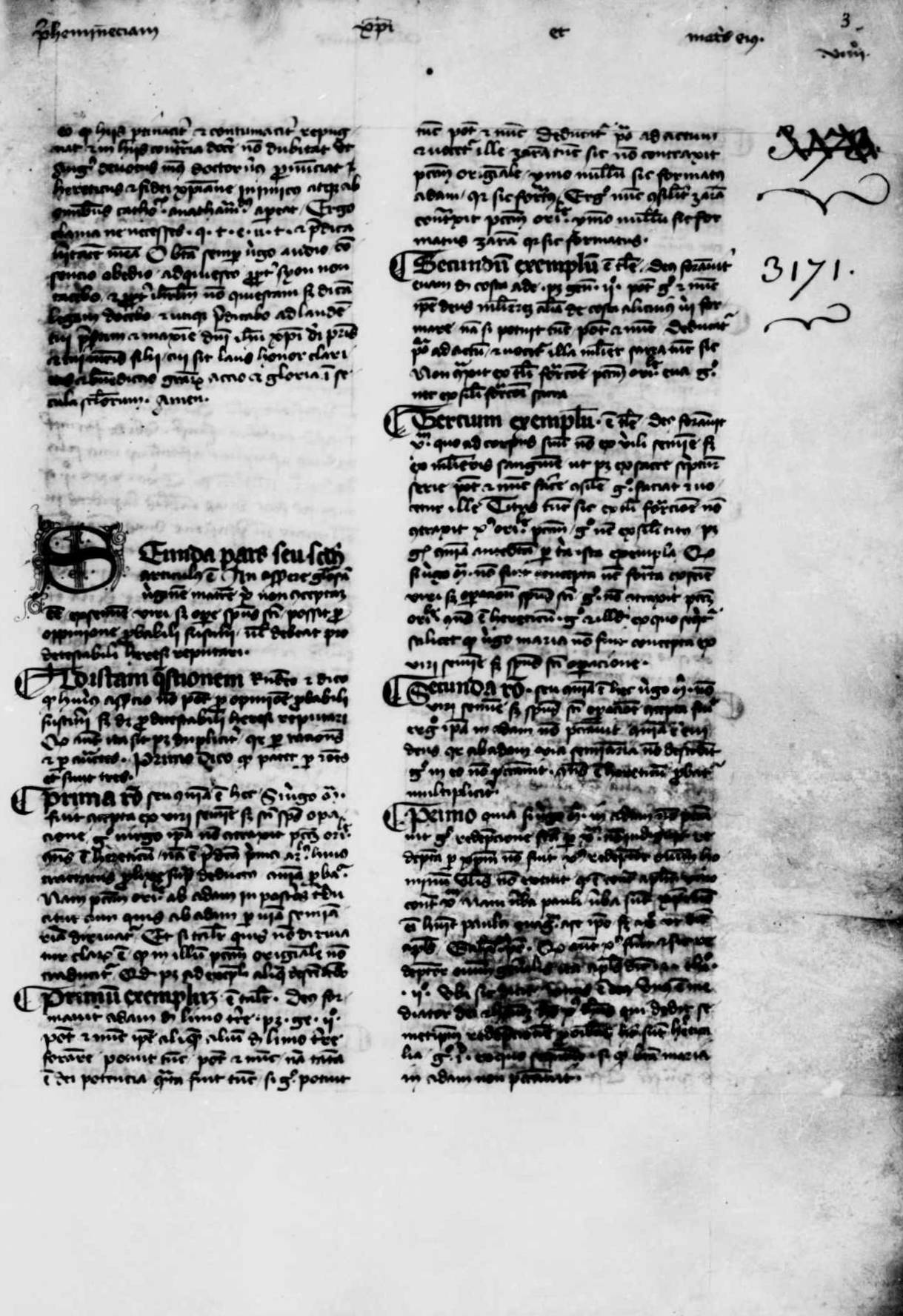
Colección de 13 tratados escritos por Eymerich. Manuscrito, siglos XIV-XV. París, Bibliothèque Nationale de France.

### ElDirectorium inquisitorum
La obra más importante de Aymerich fue el Directorium inquisitorum, que compuso hacia 1376. Define la brujería y describe las formas de descubrir a las brujas. Para escribirlo, Aymerich empleó muchos textos de magia que había confiscado anteriormente de los acusados de brujería. En el tratado consideraba que el tormento no era un medio seguro de conocer la verdad.

### Otras obras
Aunque el Directorium inquisitorum fue la única obra de longitud de Aymerich, escribió numerosos tratados y papeles sobre varios temas teológicos y filosóficos.
Gran parte de la vida y obra de Aymerich se dedicó a su oposición a los escritos de Ramon Llull. Gracias al trabajo de Aymerich, el papa Gregorio XI prohibió algunas de las obras de Llull y publicó un decreto contra algunos de los postulados derivados de su obra. Más tarde dedicaría su Tractatus contra doctrinam Raymundi Lulli a Clemente VII. En este documento señala 135 herejías y 38 errores en la teología de los lulistas. Su Dialogus contra Lullistas es otro ejemplo de su obra antilulista.
Aymerich también escribió otras numerosas obras, incluyendo su Tractatus de potestate papali (1383) defendiendo la legitimidad de los papas de Aviñón, Clemente VII y Benedicto XIII.

## Variantes del nombre
Existen numerosas variantes del nombre. En catalán moderno se suele transcribir como Nicolau Aymerich[cita requerida], siendo Aymerich todavía un apellido de origen patronímico muy común; según la 'aplicación de apellidos' del INE, habría en la España del 2017 unas mil personas que son Aymerich de primer apellido, y otras tantas de segundo, José Meir Estrugo, en su obra: 'Los sefardím', cita a un converso, Vidal Abnarrabí (de Ibn-Arabí, médico musulmán), que en 1492, en Gerona, adoptó el apellido Aymerich, que pasaría a las juderías de Salónica y Esmirna. En español se suele castellanizar el nombre en Nicolás, nombre que también se usa a veces en inglés (sin acento), junto con el de Nicholas. En la portada de la edición de 1578 del Directorium inquisitorum, que está en latín, el nombre aparece como Nicolai Eymerici (en genitivo; en nominativo sería Nicolaus Eymericus). El apellido, además de Aymerich, se puede encontrar como Eymerich, Eymeric, Emeric, Aimery, y Eimeric. 'Emmerich', el apellido de la beata y vidente Ana Catalina Emmerick, corresponde a un lugar de donde procedía su familia, es un gentilicio, no un patronímico.

## Personaje literario
El novelista italiano Valerio Evangelisti ha escrito diversas obras de ciencia ficción en la que aparece Aymerich como protagonista.
Además, es uno de los antagonistas de la novela La catedral del mar.